# Бунина, Анна Петровна
А́нна Петро́вна Бу́нина (7 [18] января 1774, Рязанская губерния — 4 [16] декабря 1829, Рязанская губерния) — русская поэтесса и переводчица; Русская Сафо, Десятая Муза, Северная Коринна, как называли её современники.

## Биография
Анна Петровна Бунина принадлежала тому же старинному дворянскому роду, к которому принадлежали В. А. Жуковский, И. А. Бунин и Ю. А. Бунин. Родилась 7 (18) января 1774 года в селе Урусово Рязанской губернии (ныне — Чаплыгинский район, Липецкая область).
Из одной черновой записи Анны Ахматовой: «…В семье никто, сколько глаз видит кругом, стихи не писал, только первая русская поэтесса Анна Бунина была теткой моего деда Эразма Ивановича Стогова…» И далее — известные нам подробности из семейных хроник: «Стоговы были небогатые помещики Можайского уезда Московской губернии, переселенные туда за бунт при Марфе Посаднице. В Новгороде они были богаче и знатнее».
Анна рано осталась без матери, её взяла к себе тетка. Воспитываясь у неё, в селе Урусово, Анна получила первое незамысловатое образование: она знала лишь русскую грамоту да четыре правила арифметики. Тогда этого считалось более, чем достаточно. Зато много внимания уделялось рукоделию: девушка хорошо вышивала, плела кружева. Выучиться иностранным языкам, музыке, пению нечего было и думать. Для подобных вещей существовали столицы.
Когда умер старый Бунин, оставив дочери средства, дававшие ей 600 рублей дохода, Анна в 1802 году поехала в Санкт-Петербург повидаться со своим братом Иваном, морским офицером. Оглядевшись, она, к негодованию провинциальной родни, решила в столице поселиться.
Подыскала квартиру на Васильевском острове и неистово занялась самообразованием, несмотря на свои уже не юные 28 лет. Она стала учиться французскому, немецкому и английскому, физике, математике и в особенности российской словесности.
Будучи уже известной в свете, совершенно неожиданно Анна заболела, у неё открылся рак, превративший оставшуюся жизнь в страдание. Лучшие медики лечили её, император лично следил за самочувствием Буниной. Было решено везти её в Англию, славившуюся в то время лекарями. Она пробыла там два года.
Кстати Вальтер Скотт, как он рассказывал, в 1817 году получил письмо от Анны Буниной, жившей в то время в Англии. Вероятно, это было не только первое письмо, полученное им от русской женщины, но и, помимо того, первое письмо, адресованное ему человеком, причастным к русской литературной жизни и притом по прямому литературному поводу. Речь шла об одной из ранних романтических поэм В. Скотта, «Мармион», и о том восторге, который вызвало это произведение у его русской читательницы.
Вернувшись в Россию, Анна сочиняла уже мало. В 1821 году выпустила полное собрание в трёх книгах. Ей была пожалована пожизненная пенсия. Последние пять лет жизни Бунина провела в Москве и ряжской деревне. Болезнь довела до того, что она не могла даже лежать, единственная удобная поза была — на коленях. К этим последним месяцам относится её стихотворение «К ближним»:

Любить меня и нет, жалеть и не жалеть

Теперь, о ближние! вы можете по воле.

Едва из тела дух успеет излететь.

Нам жалость и любовь не нужны боле.

В последние недели она усердно читала Библию.
Скончалась 4 [16] декабря 1829 в селе Денисовка Рязанской губернии (ныне — Чаплыгинский район Липецкой области) и была похоронена в соседнем Урусово. Памятник на её могиле сооружён её крестником, внуком сестры Марии, путешественником П. П. Семёновым-Тян-Шанским и племянницей Надеждой Ивановной Буниной.

## Литературная деятельность

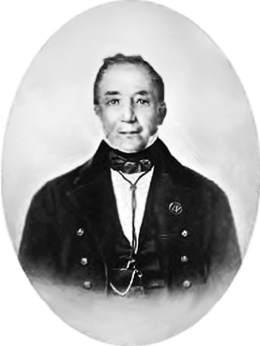
Брат Иван Петрович Бунин

Стихи начала писать в тринадцать лет. Первое опубликованное произведение — прозаический отрывок «Любовь» («Иппокрена», 1799, ч. 4).
Жизнь в Петербурге была дорога, и Анна в полтора года истратила весь свой капитал. Появились долги. Брат Иван Петрович поспешил познакомить её с петербургскими литераторами, которым Анна показала свои первые произведения. Вскоре в 1806 году в печати появляется стихотворение Анны Буниной. Выходит и первый сборник поэтессы «Неопытная муза» (1809), имевший большой успех. Это издание было преподнесено императрице Елизавете Алексеевне, которая пожаловала автору ежегодную пенсию в 400 рублей.
С этого часа началась слава Буниной. Были и до неё писательницы — М. Сушкова, автор «Ироид, музам посвященных», А. Вельяшева-Волынцева, напечатавшая перевод с французского «О графе Оксфордском и Милодии Гербии», княжна Екатерина Урусова, княжна Е. Меншикова. Но Анна Бунина, по единодушному мнению критики, превозошла их талантом.
Она выпускает новую книгу стихов, переводит с французского. В альбомы переписываются её «Сафические стихотворения» и «Подражание лесбийской стихотворице».
Сборник «Неопытная муза» вызвал одобрение литературных мэтров, в том числе Державина, Дмитриева, Крылова (зачитавшего в 1811 г. на собрании «Беседы любителей русского слова», почетным членом которой поэтесса стала в том же году, ироикомическую поэму Буниной «Падение Фаэтона», на один из сюжетов «Метаморфоз» Овидия и особенно А. С. Шишкова «необыкновенным даром… изображать состояние души своей». В 1811 году Бунина публикует прозаические «Сельские вечера», посвятив их своему брату Петру, в 1814-м, откликаясь на грозные события, преподносит императору гимн «Песнь Александру Великому, победителю Наполеона и восстановителю царств».
В 1815—1817 годах находилась на лечении в Англии; её письма оттуда (не сохранившиеся), по свидетельствам современников, глубиной и тонкостью наблюдений, общей сентименталистской тональностью напоминали «Письма русского путешественника» Н. М. Карамзина. В 1823 году опубликовала в «Дамском журнале» стихотворения «Ближним».
Российская академия наук за свой счет (учитывая затруднительность материального положения Буниной) издала её Собрание стихотворений (тт. 1-3, 1819—1821).
Именуемая многими «русской Сапфо» (отчасти из-за пристрастия к античной поэзии, которой Бунина нередко подражала), поэтесса оставила стихи как в жанрах философских медитаций и гимнов, воспевая «подвиги мужей», погибших на [Бородинском поле], так и задушевно-интимную, камерную лирику, часто отходящую от свойственной поэтическому языку Буниной тяжеловесности, архаичности и риторичности (результат близости к «Беседе» и повод для иронического отзыва о Буниной в некоторых сатирах А. С. Пушкина), подкупающую искренностью чувств, биографической достоверностью, непринужденной шутливостью.
Она сделала сокращённый перевод «Правил поэзии» Ш. Баттё (1808) и стихотворный перевод первой части «Поэтического искусства» Н. Буало (1808—1809; завершила в 1821). Опубликовала перевод драмы «Агарь в пустыне» С.-Ф. Жанлис («Сын отечества», 1817, Ч. 40, № 37).
Сохранилось её письмо к Вальтеру Скотту.

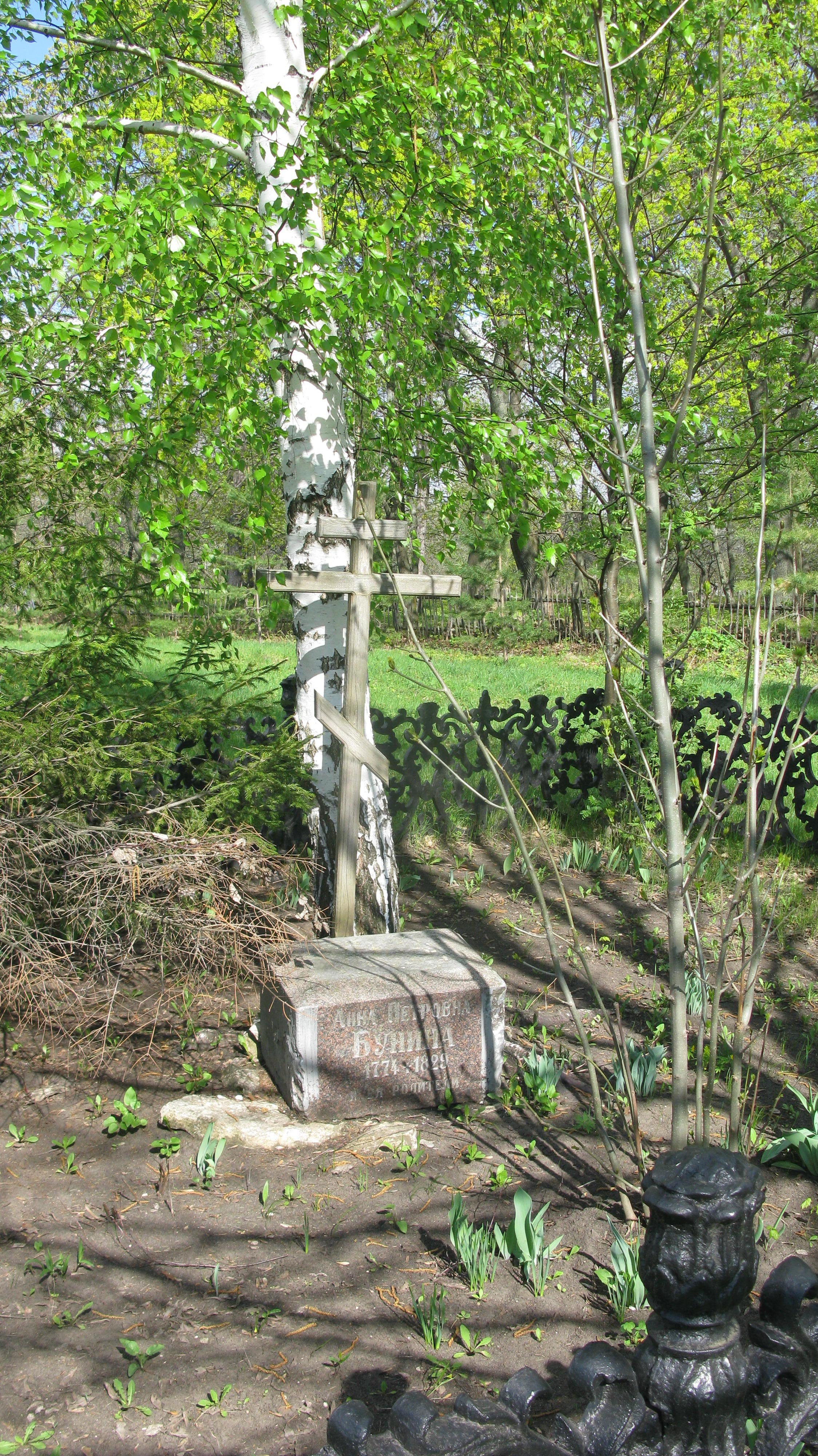
Могила Буниной А. П.

## Признание и память
«Ни одна женщина не писала у нас так сильно», — сказал о ней Карамзин.
По замечанию Марии Константиновны Цебриковой, всю жизнь боровшейся за равноправие женщин, «имя Анны Буниной повторялось бабушками нашими с таким благоговением, с каким самые пламенные поклонницы Тургенева и Некрасова не произносили их имени».
Стихи Анны Буниной вскоре стали «старомодными». Уже при жизни поэтессы о ней плохо отзывались молодые противники литературного кружка «Беседа любителей русского слова». Василий Жуковский, Константин Батюшков и другие члены общества «Арзамас» называли её «поэтическим трупом». На одной из арзамасских вечеринок общества 1815 года над ней произвели «отпевание живого мертвеца». Впрочем, такой «чести» удостаивались и другие члены «Беседы».
Современники Анны Буниной писали и саркастичные стихи в её честь. Батюшков, намекая на самоубийство древнегреческой поэтессы, посвятил Буниной трехстрочие:
«Ты Сафо, я Фаон, об этом я не спорю,
Но, к моему ты горю,
Пути не знаешь к морю».
Данное трехстрочие использовал и Федор Достоевский в романе «Братья Карамазовы».
В 1822 году Александр Пушкин в послании к цензору сравнивал поэтессу с известным графоманом:
«Людской бессмыслицы присяжный толкователь,
Хвостова, Буниной единственный читатель,
Ты вечно разбирать обязан за грехи
То прозу глупую, то глупые стихи».
Лицеистский товарищ Пушкина написал строку про восход солнца не с той стороны: «От запада встает великолепный царь природы». Она явно перекликается с посланием Анны Буниной к Державину в стихотворении «Сумерки» и её описанием заката: «Блеснул на западе румяный царь природы». Юный Пушкин закончил строку экспромтом «Не знают — спать иль нет? — смущенные народы». И даже в 1862 году, когда прошло уже больше тридцати лет после смерти Анны Буниной, Петр Вяземский использовал её строку для обличения стереотипной пошлости:
«Аврора с алыми перстами»
Прекрасный вымысел певца;
Но он опошлен рифмачами
И весь истерся до конца".
У Евгения Евтушенко есть стихотворение, посвященное Анне Буниной.
Анна Первая

Она вздыхала так: 

«Мной матушка кончалась…», 

мешая кочергой в печи свою печалость,

и ни лежать, ни сесть от боли не могла,

и так жила она в предсмертьи на коленях,

и на неё в мучительных моленьях

чуть золотой лицом от искр в поленьях

Бог, побледнев, смотрел из красного угла.

Прабабка всех — и Анны, и Марины,

Одоевцевой и Раисы Блох,

она всех женщин пишущих мирила,

но тут, к несчастью, не помог и Бог.

Когда из живота чекисты Ольге

ребёнка вышибали сапогом,

кровавые ошметки и осколки

из Анны Буниной и красной комсомолки

над всей Россией реяли кругом.

И, Беллы Ахмадулиной прапра,

под шляпой, смётанной парижистой иголкой, -

она явилась к Сахарову в Горький

и хризантемами мильтонов прорвала.

Есть в женщинах-поэтах постоянность

достоинства, в отличие от нас.

Та Анна на коленях настоялась

за них за всех. Вот кто — не Бог их спас.

По мнению современного российского поэта Максима Амелина (2013) о ней: «первая русская поэтесса широчайшего диапазона, от философской оды до страстной лирики.., родоначальница всей женской лирики в русской поэзии. От неё остался довольно большой корпус стихов, она серьезно повлияла на Баратынского, отчасти на Лермонтова, её высокого ценили Крылов, Державин, а сейчас её никто не знает, и тексты её не присутствуют в литературе… Хотя в любой стране писательнице такого уровня стояли бы памятники».

## Произведения
- Неопытная муза. — СПб. Ч.1. 1809, Ч.2. 1812.
- О счастии. — СПб. 1810.
- Сельские вечера Архивная копия от 26 апреля 2018 на Wayback Machine. — СПб. 1811.
- Спасение Фив. — СПб. 1811.
- Собрание стихотворений в 3 ч Архивная копия от 14 июня 2017 на Wayback Machine. — СПб. 1819—1821.
- Неопытная муза: Собрание стихотворений / Сост. М. Амелина; вступ. статьи М. Амелина, М. Нестеренко. — М.: Б. С. Г.-Пресс, 2016. — 560 с.

## Семья
- Отец — Пётр Максимович Бунин (1746—1801). Прапорщик. Владелец имения Урусова Ряжского уезда.
- Мать — Анна Ивановна, урождённая Лодыгина (ум.1775).

Братья:
- Василий Петрович Бунин (?—1805 (?)) — подпоручик артиллерии. Принадлежал к числу образованнейших людей своего времени, знал несколько иностранных языков и принадлежал к масонской ложе[11]. В его доме в Москве собирались видные литераторы и Анна приобщалась к литературе[11][12].
- Пётр Петрович Бунин (1769—после 1834) — владелец усадьбы Марфино. Женат на Вяземской. Детей не имел[13].
- Иван Петрович Бунин (1773—1859) — капитан 2 ранга, учредитель кронштадтского морского собрания.

Сестры:
- Варвара, в замужестве — Усова (около 1751—1791).
- Мария, в замужестве — Семёнова (1774—1847). Мать русского литератора, драматурга Петра Николаевича Семёнова, бабушка П. П. Семенова-Тян-Шанского. Поощряла увлечение сестры Анны литературой[11].